# Losseni Fofana
Losseni Fofana é um militar costa-marfinense que se tornou um dos “comzones” (comandantes de zona) das Forces Nouvelles, os senhores da guerra rebeldes que controlaram o norte da Costa do Marfim durante a guerra civil.
Losseni Fofana (“Loss”) pertenceu à Force d’intervention rapide para-commando (Firpac), classe 93/2A.
Mais conhecido como “Cobra”, tornou-se um dos homens fortes da rebelião com a conquista, após duros combates, do oeste da Costa do Marfim, mantido por milicianos pró-Laurent Gbagbo e mercenários liberianos. Tornou-se comandante da Zona 6 de Man, que abrange a região de Dix-Huit Montagnes, uma área conhecida por ser difícil devido à sua posição fronteiriça com a Guiné e a Libéria.
Após o fim da crise, em 2011, foi nomeado chefe do Bataillon de sécurisation de l’Ouest (BSO).
Juntamente com cerca de vinte outros senhores da guerra, foi no entanto indiciado pelo sistema judiciário  da Costa do Marfim, aparentemente por ter ordenado a ofensiva de Duékoué (centro) que causou a morte de 816 pessoas e várias valas comuns.